# Angel-A
Angel-A er en sort-hvid fransk film fra 2005, instrueret af Luc Besson og med den danske skuespiller Rie Rasmussen i filmens kvindelige hovedrolle. Den mandlige hovedrolle spilles af Jamel Debbouze.
I Danmark solgte filmen 1.059 billetter

## Handling
Filmens handling udspiller sig i Paris, hvor den amerikanske småsvindler André, spillet af Jamel Debbouze, er på panikkens rand, da han trues på livet af de gangstere, som han skylder penge. Da han forsøger at begå selvmord ved at springe ud fra en bro, møder han Angela, spillet af Rie Rasmussen, der har samme idé, samme sted. Selvmordet mislykkes, så de to slår pjalterne sammen og Angela afslører i løbet af filmen at hun er en engel, der har fået til opgave at bringe André på ret køl.

## Medvirkende
- Jamel Debbouze : André
- Rie Rasmussen: Angela
- Gilbert Melki : Franck
- Serge Riaboukine : Pedro

## Eksterne links
Officiel Side Arkiveret 9. maj 2009 hos  Wayback Machine
- Angel-A på Internet Movie Database (engelsk)
- Angel-A på Filmdatabasen
- Angel-A på Scope
- Angel-A i Svensk Filmdatabas (svensk)
- Angel-A på AlloCiné (fransk)
- Angel-A på MovieMeter (nederlandsk)
- Angel-A på AllMovie (engelsk)
- Angel-A på Turner Classic Movies (engelsk)
- Angel-A på The Movie Database (engelsk)
- Angel-A på Rotten Tomatoes (engelsk)